# ستيفن إيمرسون
ستيفن إيمرسون (بالإنجليزية: Steven Emerson)‏ (ولد في 6 يونيو / حزيران 1954) هو صحفي أمريكي صهيوني وكاتب وناقد حول الأمن القومي، الإرهاب والتطرف الإسلامي.
اعتبر البعض إيمرسون خبيرا في الإرهاب والاستخبارات، في حين أن النقاد اعتبروه معاديا للإسلام.

## مزيد من القراءة
- إيمرسون، ستيفن. كيف صنعت 'الجهاد في أمريكا" وعشت لأتحدث عن ذلك"، 26 فبراير 2002
- مينتز، جون. "الرجل الذي يعطي الإرهاب اسما" واشنطن بوست، 14 نوفمبر 2001

## وصلات خارجية
- ستيفن إيمرسون على موقع IMDb (الإنجليزية)
- الموقع الرسمي لإيمرسون
- Investigative Project on Terrorism website
- مدونة حول الإرهاب يساهم بها إيمرسون
- Krantz, Matt, "Talk Today; Interact with People in the News; The bin Laden terror network: Steven Emerson", January 21, 2005. Retrieved January 20, 2010
- Emerson مرات الظهور على سي-سبان
  - Booknotes interview with Emerson and Brian Duffy on The Fall of Pan Am 103, May 13, 1990.
- Unmasking October Surprise ‘Debunker’
- Steve Emerson: A journalist who knows how to take a leak
- Steven Emerson's Crusade